# 伯提·霍特
伯提·霍特（瑞典語：Bertil Hult，1941年2月10日）是一位瑞典企业家。

## 生平
1941年出生于瑞典斯德哥尔摩，于1965年创立了英孚教育，一所教育及语言游学公司，当时的“办公室”其实只是伯提·霍特在隆德大學的宿舍。英孚最初为一所教育及语言游学公司，帮助瑞典高中生前往英国学习英语。伯提·霍特自幼被诊断出患有诵读困难症，更使他意识到：融入当地文化才是学习语言的最佳方式。
1971年，他由瑞典迁往德国，并于1977年将英孚总部建在瑞士卢塞恩，也是伯提·霍特的现居住地。担任英孚CEO至2002年，担任总裁至2008，目前处于半退休状态。在伯提·霍特的带领下，EF发展成一间在50余个国家拥有500所语言学校、40,500名员工的跨国企业（其中18,000名为全职员工、5,500名全职教师、17,000名兼职教师、领队和导游），公司总资产达数十亿。英孚业务包括遍及国内外的语言学校、在线语言学校、互惠生安置项目、旅游及学位交换项目、商学院等。霍特国际商学院（原为 Arthur D. LitTLe 管理学院）即以伯提·霍特的名字命名。他的两个大儿子——Philip和Alex Hult子承父业，担任联席CEO。在伯提·霍特的带领下，EF发展成一间在50余个国家拥有40000多名员工的跨国企业，资产达数十亿。
EF英孚教育为伯提·霍特及其家族所有。福布斯估测伯提·霍特目前身价为30亿美元。工作之余，伯提·霍特热衷水上帆船运动，他和船长Paul Cavard共同带领英孚帆船队赢得1998年惠布瑞特环航挑战赛。英孚帆船队因搭载瑞典皇室公主Victoria和她的丈夫Daniel王子共赴蜜月而闻名。
2006年伯提·霍特被选为“年度卓越瑞典人”（International Swede of the Year）。

## 慈善事业
除了奋斗于英孚教育事业外，同样热衷慈善事业：打击非法药物，推动读写障碍的专业研究。1993年，成为位于日内瓦的Mentor Foundation的发起人之一。Mentor Foundation是一家国际非盈利性非政府独立组织，致力于抵制毒品及相关研究。伯提·霍特同样还是该理事会的理事、前任主席。此外，伯提·霍特还设立了“伯提·霍特奖”，自2003年起每年为一所瑞典学校提供50万瑞典克朗的赞助，帮助推动读写障碍的专业研究。
伯提·霍特还赞助了霍特全球案例挑战赛，每年通过商业案例竞赛选取慈善解决计划，并提供100万美金帮助获胜选手履行方案。最近，霍特家族还建立了英孚全球助学基金，帮助困难地区重建基础教育。